# بلانكا ستايكوف
بلانكا ستايكوف (مواليد 23 مايو 1999) هي مغنية وعارضة بولندية، مثلت بولندا في مسابقة الأغنية الأوروبية 2023.

## روابط خارجية
بلانكا ستايكوف على موقع IMDb (الإنجليزية)
- بلانكا ستايكوف على موقع ميوزك برينز (الإنجليزية)
- بلانكا ستايكوف على موقع أول ميوزيك (الإنجليزية)
- بلانكا ستايكوف على موقع ديسكوغز (الإنجليزية)